# Noordzijderpolder (Noordwijk)
De Noordzijderpolder is een polder en een voormalig waterschap in de gemeenten Noordwijk en Noordwijkerhout, in de Nederlandse provincie Zuid-Holland.
Het waterschap was verantwoordelijk voor de vervening, drooglegging en later de waterhuishouding in de polder.